# Tvarový faktor

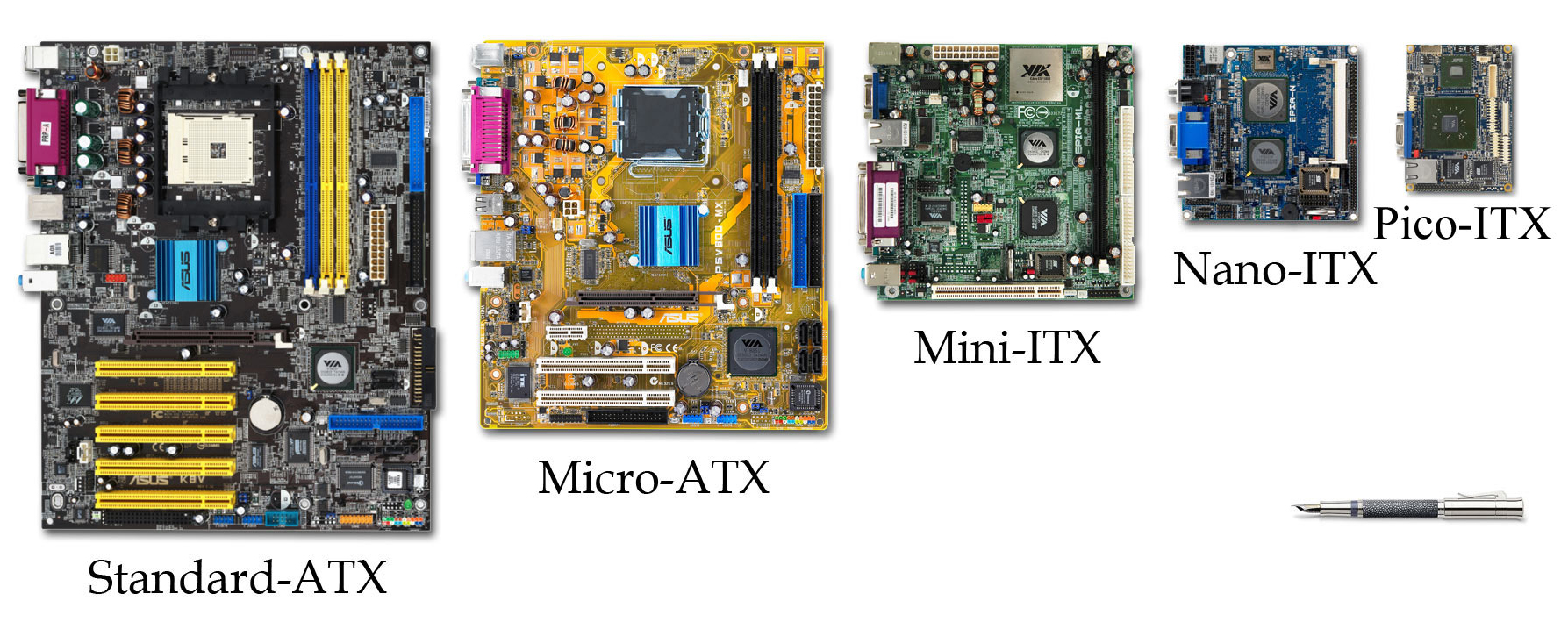
Porovnání různých tvarových faktorů základních desek ATX.

Tvarový faktor (anglicky form factor) je v počítačové terminologii slovní spojení používané k vyjádření především fyzických specifikací určitých zařízení nebo součástí – např. racků, počítačových skříní, základních desek, rozšiřujících karet, pevných disků, SIM karet, paměťových karet apod. Dodržování tvarových faktorů zajišťuje, že různé součásti budou alespoň částečně zaměnitelné mezi konkurenčními výrobci a generacemi technologií.
Známé jsou specifické standardní tvarové faktory v odvětví IBM PC kompatibilních počítačů, např. u počítačových základních desek jejich velikost, umístění otvorů pro montáž, počet portů na zadním panelu nebo typ napájecího zdroje. Nejznámějším tvarovým faktorem může být ATX, ale byly vyvinuty a implementovány i menší tvarové faktory. Postupná miniaturizace je dána hlavně dostupnou technologií výroby. V profesionálním použití umožňují tvarové faktory, aby se různé serverové moduly mohly instalovat do 19palcových rackových systémů.